# Alderney Harbour
Alderney Harbour är en hamn på ön Alderney i Guernsey. Den ligger i viken Braye Bay. Närmaste större samhälle är St Anne, 1,4 km söder om Alderney Harbour. 